# 红鸡蛋

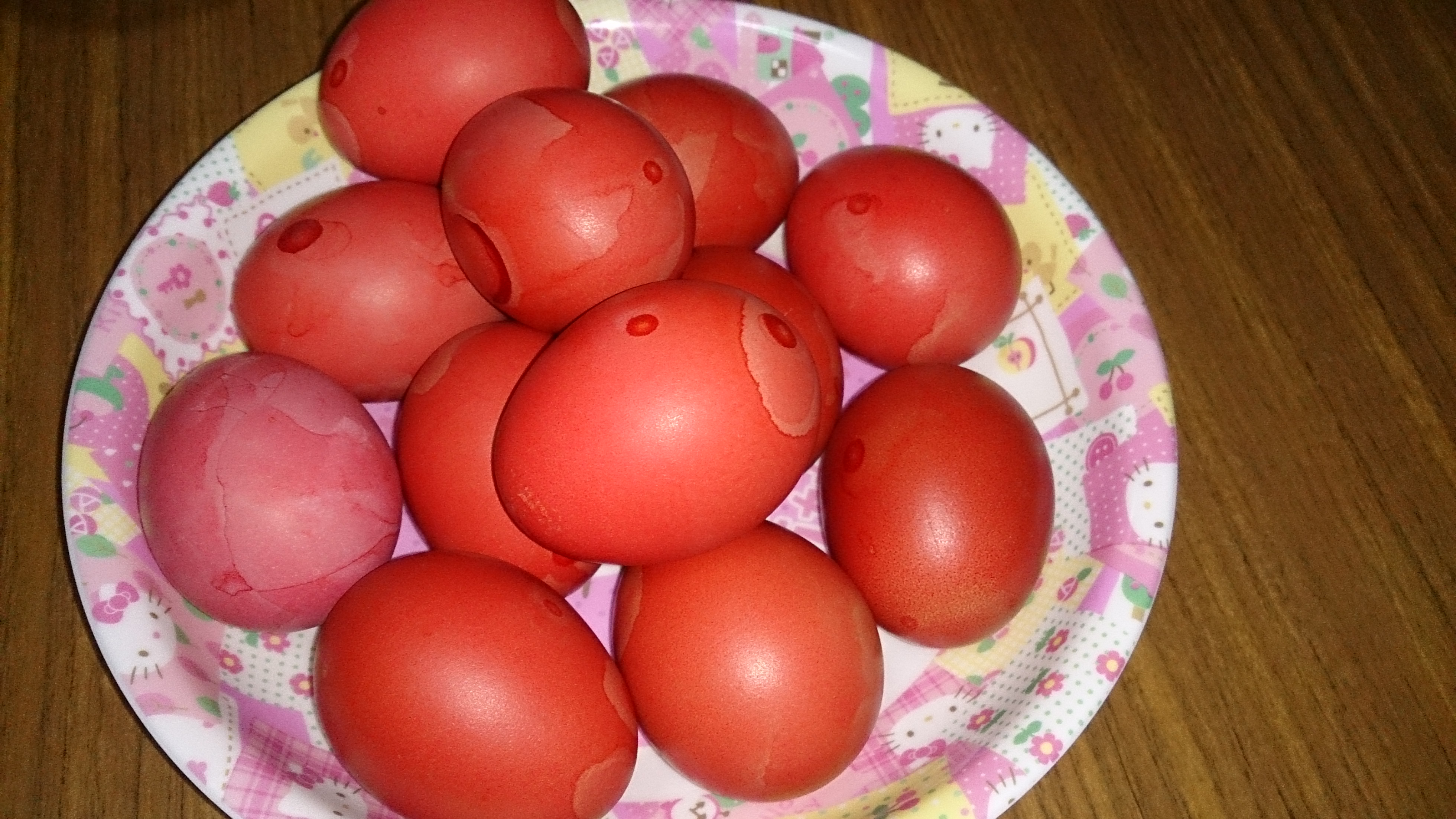
红鸡蛋

红鸡蛋是将煮熟鸡蛋的蛋壳染成上一层红色的鸡蛋，中国传统习俗食品，用于婴儿满月以及过生日时食用。

## 起源
满月、生日吃红鸡蛋的习俗起源于古代中原地区，后传于岭南，而目前中国各地仍然保留过生吃红鸡蛋一俗，广东、香港、澳门以及海外華侨外都用的红色。

## 意义
在广东地区，生日、满月吃红鸡蛋，其含义是有“有王管（有黄管）”，因粤语王、黄、皇三字音同，故取蛋黄的黄作其谐音，意思是有人管教，不至于为非作歹的意思。